# القانون الحديدي للمؤسسات
القانون الحديدي للمؤسسات هو مقترح في حقل علم السياسة. يُصرّحُ المقترح بأنّ الناس الذين يحملون القوَّة في المؤسسات الموجهة أساساً بإبقاء القوَّة ضمن المؤسسة، بدلاً من نجاحِ المؤسسة بنفسها. كالمنصوص أصلاً، هناك بعض الغموض بين الناس الذين يُسيطرون على المؤسسةِ بغرض إهمال نجاح المؤسسة، أَو قوَّتها.

## النص الأصلي
التعبير سُكَّ مِن قِبل جوناثان شوارز. يُعبّر عنه هكذا:
القانون الحديديَ للمؤسسات: الناس الذين يُسيطرونَ على المؤسساتِ يَهتمّونَ أولاً وقبل كل شيء بقوَّتِهم ضمن المؤسسةِ بدلاً من قوَّةِ المؤسسةِ نفسها. لهذا، هم يُفضّلون «فشلَ» المؤسسة بينما يبقون في الحكم ضمن المؤسسة ل«لنَجاح» إذا ذلك يَتطلّبُهم فقْد القوَّة ضمن المؤسسةِ.
هذه حقيقة لكُلّ المؤسسات الإنسانية، مِنْ المدارس الابتدائية إلى الولايات المتحدة الأمريكية. إذا يعرض التاريخ بأن أيّ شيءَ، لا يُمْكن أنْ يُغيّرَ. ما هو مَعْمُول به، لذلك أحياناً، يُجبرَ الناسَ الذين يُديرونَ المؤسساتَ لتَرتيب مصالحِهم الخاصة بتلك المؤسسة.
إنّ السياقَ الذي يَتكلّمُ فيه شوارز زعمُه بأنَّ قيادة الحزب الديمقراطي بلا مبالاةُ بشكل عنيد بالنسبة إلى الأعدادِ المحتملةِ الضخمةِ للناخبين الساخطينِ التي على الأغلب يصوّتون لصالحه بجموع هائلة إذا اعتنقَ (في هذه الحالةِ) حركة ضدّ الحرب. مِنْ القانونِ الحديديِ للمؤسساتِ: «تَخَافُ القيادةُ الحاليةُ من قوَّة خاسرة ضمن الحزب الديمقراطي إذا اعتنقت الحشودَ القادمةَ للناخبين الجدّد المتحمسينَ مبدأ ضدِّ الحرب».
الأمثلةُ الأخرى المستشهد بها من قِبل شوارز تَتضمّنُ الرئيس الراحلَ العراقي صدام حسين، الذي كان قراره لغزو إيران، ثمّ الكويت، أدّى إلى كوارث كَانَ يجبُ أَنْ يَكُونَ قادراً على تَوَقُّعها؛ في كُلّ هذه الحالات، كما هي مفهومة من قبل الكاتب، وَضعَ الزعيمَ قوَّتِه الخاصة ضمن المنظمة فوق بقاء أَو نجاحِ المنظمة بنفسه.

## اصول العبارة
إنّ التعبيرَ هو مسرحيّ على تعبيرِ فيردناند لاسيل، «قانون أجور حديدي» «قوانين حديدية عديدة»، مثل «قانون بورنيل الحديدي للبيروقراطية»، «قانون حديدي مِنْ حكمِ القلّة»، وهكذا.

## وصلات خارجية
- الديموقراطيون والقانون الحديدي للمؤسسات